# Distrito de Békés
El distrito de Békés (húngaro: Békési járás) es un distrito húngaro perteneciente al condado de Békés.
En 2013 tiene 37 259 habitantes. Su capital es Békés.

## Municipios
El distrito tiene 2 ciudades (en negrita) y 5 pueblos (población a 1 de enero de 2012):
- Békés (19 763) – la capital
- Bélmegyer (981)
- Kamut (991)
- Köröstarcsa (2477)
- Mezőberény (10 896)
- Murony (1228)
- Tarhos (915)